# Vicente Merino
Vicente Merino Bielich (Santiago do Chile, 1889 — 1977) foi um militar e político chileno.
Filho do ex-comandante-em-chefe da Marinha chilena, Vicente Merino Jarpa,  ocupou os cargos de ministro do Interior e vice-presidente.